# Battlezone
Battlezone är ett arkadspel från Atari som kom 1980. Det använder en vektordisplay (i motsats till rasterdisplay). Det lyckades vara populärt i många år och var det första 3D-spelet med förstapersonsperspektiv.
1998 kom ett modernt spel med samma namn, detta var ett RTS-spel från Activision.